# Löpande bandet (musikgrupp)
Löpande bandet var ett kortlivat svenskt bluesrockband inom proggrörelsen.
Bandet bildades tidigt på våren 1974 i Stockholm och bestod av Rolf Wikström (gitarr), Lotta Sandberg (sång, heter numera Rosenström), Pelle Höglund (congas), Ludde Lindström (trummor) och Janne Zetterquist (bas). I oktober samma år spelade de in albumet Nån gång måste man landa... (MNW 50P). Bandet hade dock hunnit upplösas då detta album utgavs våren 1975. Detta berodde på att Rolf Wikström, som var den klart mest erfarna av musikerna, tröttnat på de övriga som han ansåg inte nådde upp till hans nivå i musikaliskt avseende. Lotta Sandberg, som tidigare ägnat sig åt opera, sjöng med en stämma tydligt inspirerad av Janis Joplin.

## Medlemmar
- Rolf Wikström – gitarr
- Lotta Sandberg – sång
- Pelle Höglund – congas
- Ludde Lindström – trummor
- Janne Zetterquist – basgitarr

## Diskografi
Studioalbum
- 1975 – Nån gång måste man landa...